# Castelnuovo di Val di Cecina
Castelnuovo di Val di Cecina é uma comuna italiana da região da Toscana, província de Pisa, com cerca de 2.489 habitantes. Estende-se por uma área de 88 km², tendo uma densidade populacional de 28 hab/km². Faz fronteira com Casole d'Elsa (SI), Monterotondo Marittimo (GR), Montieri (GR), Pomarance, Radicondoli (SI), Volterra.

## Demografia
| Variação demográfica do município entre 1861 e 2011                               |
|                                                                                   |
| Fonte: Istituto Nazionale di Statistica (ISTAT) - Elaboração gráfica da Wikipedia |